# Euryarthrum elegans
Euryarthrum elegans là một loài bọ cánh cứng trong họ Cerambycidae.